# Ingenuus d'Arles
Ingenuus d’Arles (c.365 – ap.401), appelé aussi Ingenu
Évêque d’Arles (av.394-ap.401).

## Biographie
Bien que mentionné sur les diptyques épiscopaux arlésiens, Ingenuus  est peu connu.  
Sa signature apparaît au concile de Nîmes du 1er octobre 394 que Louis Duchesne situe en 396. Il signe parmi les derniers, ce qui pourrait indiquer qu’à cette date Ingenuus est l’un des plus jeunes évêques présents. 
À cette époque, à la suite de l'exécution de Priscillien en 386, le schisme de félicien divise l'épiscopat gaulois et provençal.  Ainsi Ingenuus et Triferius, l'évêque d'Aix-en-Provence, soutiennent l'évêque de Trèves, Félix, s'opposant alors à ceux de Marseille, Proculus, et de Vienne, Simplicius. Cette opposition se retrouve à ce concile où figurent les deux premiers et pas les seconds.
Il est également cité comme participant au concile de Turin, un 22 septembre, que la GCN indique en 401, bien que cette date fasse encore l’objet de controverses.

### Sources
- Joseph Hyacinthe Albanés - Gallia christiana novissima; ouvrage accessible sur Gallica ici
- Louis Duchesne – Fastes épiscopaux de l’ancienne Gaule, accessible ici
- Jean-Rémy Palanque (sous la direction de) - Le diocèse d’Aix en Provence - Paris, Editions Beauchesne - Collection,  Histoire des diocèses de France - 1975 -  (ISBN 2-7010-0161-7)  (ISSN 0336-0520), ici